# Tefnut Mons
Il Tefnut Mons è una struttura geologica della superficie di Venere.